# Spokój w duszy
Pokój w duszy (słow. Pokoj v duši) – słowacki film fabularny z 2009 roku, wyreżyserowany przez Vladimíra Balko.

## Opis fabuły
Tóno (Attila Mokos) wychodzi na wolność po pięciu latach spędzonych w więzieniu za kradzież drewna. Wraca do rodzinnej wioski Čierny Hron i zauważa, że wszystko wygląda tu zupełnie inaczej, niż przed odsiadką: małżonka oddala się od niego, pięcioletni syn jest mu kompletnie obcy, nigdzie nie może znaleźć pracy. Mężczyzna nie chce już dłużej zajmować się przestępstwami, co powoduje oddalenie się od swojego wieloletniego przyjaciela, Štefana. Jego koledzy: Peter (Robert Więckiewicz) i ksiądz Marek próbują pomóc mu odnaleźć się w nowej rzeczywistości, sami jednak muszą poradzić sobie z własnymi problemami.